# Felipe Ramos (Pokerspieler)
Felipe Tavares „Mojave“ Ramos (* 9. Februar 1983 in São Bernardo do Campo) ist ein professioneller brasilianischer Pokerspieler.

## Persönliches
Ramos wuchs in São Caetano do Sul auf. Er machte einen Studienabschluss in Betriebswirtschaft und Marketing und arbeitete auf den Finanzmärkten. Zudem ist er ein passionierter Musiker, Sänger und Gitarrist. Ramos lebt in Wien, ist jedoch meist international aktiv. Er verlobte sich im Oktober 2018 mit der deutschen Pokerspielerin Natalie Hof und heiratete sie am 22. Dezember 2018 in Las Vegas. Anfang Oktober 2019 wurden die beiden Eltern einer Tochter.

## Pokerkarriere
Ramos spielt auf der Onlinepoker-Plattform PokerStars unter dem Nickname mojave. Von Juli 2015 bis Jahresende 2017 war er Teil des Team PokerStars. Seit Januar 2020 wird er von GGPoker gesponsert, wo er unter seinem Realnamen spielt.
Seine erste Geldplatzierung bei einem Live-Turnier erzielte Ramos Anfang April 2008 beim Main Event der European Poker Tour (EPT) in Sanremo. Im Juni 2009 erreichte er bei der World Series of Poker (WSOP) im Rio All-Suite Hotel and Casino am Las Vegas Strip bei einem Turnier der Variante Pot Limit Omaha den Finaltisch und belegte den mit knapp 70.000 US-Dollar dotierten sechsten Platz. Im April 2013 gewann Ramos ein Super-High-Roller-Event in São Paulo mit einer Siegprämie von 100.000 US-Dollar. Bei der WSOP 2015 kam er zweimal ins Geld, u. a. erreichte er den fünften Turniertag beim Main Event und beendete es auf dem 136. Platz, der mit knapp 50.000 US-Dollar bezahlt wurde. Ende April 2016 belegte Ramos beim EPT High Roller in Monte-Carlo den siebten Platz und erhielt knapp 75.000 Euro. Mitte März 2017 kam er beim High Roller der PokerStars Championship in Panama an den Finaltisch und beendete das Turnier als Fünfter, was ihm mehr als 80.000 US-Dollar einbrachte. Ende November 2017 wurde Ramos beim Main Event der partypoker Caribbean Poker Party in Punta Cana Fünfter und sicherte sich 220.000 US-Dollar. Mitte Februar 2018 belegte er beim Super High Roller der partypoker Millions Germany in Rozvadov den fünften Platz und erhielt 180.000 Euro. Bei der World Series of Poker Online belegte der Brasilianer Mitte August 2021 auf GGPoker beim Double Stack den zweiten Platz und wurde mit rund 475.000 US-Dollar ausbezahlt. Bei der WSOP 2022, die erstmals im Bally’s Las Vegas und Paris Las Vegas ausgespielt wurde, erzielte er 12 Geldplatzierungen. Bei der WSOP 2023 wurde Ramos bei einem Freezeout-Event in No Limit Hold’em Zweiter und sicherte sich sein bislang höchstes Preisgeld von rund 400.000 US-Dollar.
Insgesamt hat sich Ramos mit Poker bei Live-Turnieren mehr als 3,5 Millionen US-Dollar erspielt. Von April bis November 2016 spielte er als Teil der São Paulo Mets in der Global Poker League und kam mit seinem Team bis in die Playoffs.